# ما بعد الفوردية

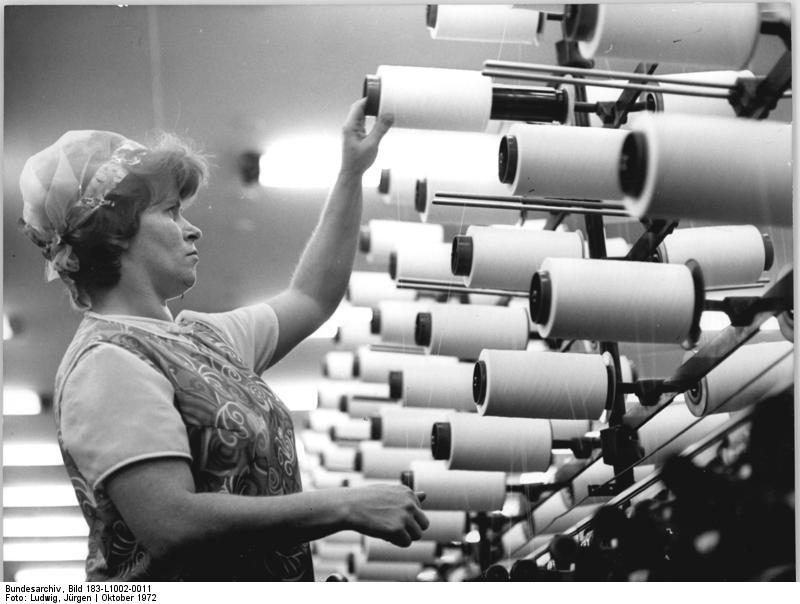

ما بعد الفوردية هو النظام السائد للإنتاج والاستهلاك الاقتصادي والظواهر الاجتماعية والاقتصادية المرتبطة بها في معظم البلدان الصناعية منذ أواخر القرن العشرين. تتناقض ما بعد الفوردية مع الفوردية، النظام الذي صيغ في مصانع سيارات هنري فورد، حيث يعمل العمال على خط إنتاج ويؤدون مهام متخصصة بشكل متكرر وينظَمون من خلال الإدارة العلمية التايلورية. تختلف تعريفات طبيعة ما بعد الفوردية ونطاقها إلى حد كبير وهي موضع نقاش بين العلماء. تشمل التغيرات في طبيعة القوى العاملة نمو عمليات العمل وتدفقات العمل المعتمدة على تقنيات المعلومات والاتصالات والعمل الرقمي.

## نظرة عامة
تتميز ما بعد الفوردية بالسمات التالية:
- إنتاج دفعات صغيرة.
- وفورات المجال.
- المنتجات والوظائف المتخصصة.
- تقنيات المعلومات الجديدة.
- التركيز على أنواع المستهلكين على عكس التركيز السابق على الطبقة الاجتماعية.
- صعود  قطاع الخدمات وعمال الياقات البيضاء.
- تأنيث القوى العاملة.

## نظريات
طُبقت ما بعد الفوردية على عمليات اجتماعية متعددة. بينما تستمر النظرية في التطور، تُقسّم إلى ثلاث مدارس فكرية: مدرسة التنظيم ومدرسة التخصص المرن والشومبيترية الحديثة.

### مدرسة التنظيم
صمم نهج التنظيم (الذي يُطلق عليه أيضًا الماركسية الحديثة أو مدرسة التنظيم الفرنسية) لمعالجة المفارقة المتمثلة في الكيفية التي تميل بها الرأسمالية إلى الأزمات والتغيير وعدم الاستقرار، إضافة إلى قدرتها على ترسيخ استقرار المؤسسات والقواعد والمعايير. تستند النظرية إلى مفهومين رئيسين: «أنظمة التراكم» و«أنماط التنظيم». يشير الأول إلى أنظمة الإنتاج والاستهلاك مثل الفوردية وما بعد الفوردية، بينما يشير الثاني إلى قوانين المجتمع المكتوبة وغير المكتوبة التي تتحكم في نظام التراكم وتحدد شكله.
حسب نظرية التنظيم، يصل كل نظام تراكم إلى نقطة أزمة لا يدعمه من بعدها نمط التنظيم، ويضطر المجتمع إلى إيجاد قواعد ومعايير جديدة وتشكيل نمط جديد للتنظيم. يبدأ هذا الأمر نظامًا جديدًا للتراكم، والذي يصل في نهاية المطاف إلى أزمة جديدة، وما إلى ذلك. من بين مناصري نظرية التنظيم ميشيل أغليتا وروبرت بوير وبوب جيسوب وألين ليبيتز.

### التخصص المرن
يعتقد مؤيدو نهج التخصص المرن (المعروف أيضًا باسم النهج السميثي الحديث) لما بعد الفوردية أن التغييرات الأساسية في الاقتصاد الدولي، خاصة في أوائل السبعينيات، أجبرت الشركات على التحول من الإنتاج الشامل إلى تكتيك جديد يعرف باسم التخصص المرن. جعلت عوامل عديدة النظام القديم لإنتاج بضائع متطابقة ورخيصة على نطاق واسع من خلال تقسيم العمل غير تنافسي، من هذه العوامل: الصدمات النفطية عام 1973 وزيادة المنافسة من الأسواق الأجنبية (خاصة جنوب شرق آسيا) بسبب العولمة ونهاية الطفرة التي أعقبت الحرب العالمية الثانية وزيادة الخصخصة.
بدلًا من إنتاج سلع عامة، أصبحت الشركات تجد أن بناء خطوط إنتاج متنوعة تستهدف مجموعات مختلفة من المستهلكين وذوقهم وموضتهم أكثر ربحية بالنسبة لها. بدلًا من استثمار مبالغ ضخمة من المال في الإنتاج الشامل لمنتج واحد، تحتاج الشركات الآن إلى بناء أنظمة ذكية للعمل والآلات، أنظمة تتسم بالمرونة وقادرة على الاستجابة بسرعة لأهواء السوق. كانت التكنولوجيا المرتبطة أصلاً بالإنتاج المرن هي تقنية التحكم الرقمي، التي طُوّرت في الولايات المتحدة خلال الخمسينيات، لتستبدلها تقنية التحكم الرقمي باستخدام الحاسوب التي طُوّرت في اليابان في وقت لاحق. كان تطوير الحاسوب مهمًا جدًا لتكنولوجيا التخصص المرن. لا يمكن للحواسيب تغيير خصائص السلع التي تُنتج فحسب، بل يمكنها أيضًا تحليل البيانات لطلب الإمدادات وإنتاج السلع وفقًا للطلب الحالي. جعلت هذه الأنواع من التكنولوجيا التعديلات بسيطة وغير مكلفة، ما يجعل الإنتاج المتخصص بكميات أقلّ مجديًا اقتصاديًا. كانت المرونة والمهارة في العمل مهمة أيضًا. قسّمت القوى العاملة إلى نواة مرنة المهارات وأطراف مرنة الوقت. تسمح المرونة والتنوع في مهارات ومعرفة العاملين الأساسيين والآلات المستخدمة بالإنتاج المتخصص للسلع. يعتبر الإنتاج في الوقت المحدد أحد الأمثلة على مقاربة مرنة للإنتاج.
وبالمثل، بدأت هيكلية الإنتاج تتغير على مستوى القطاعات. بدلًا من وجود شركة واحدة تدير خط التجميع من المواد الخام حتى المنتج النهائي، أصبحت عملية الإنتاج مجزأة عبر شركات فردية متخصصة في مجالات خبرتها. يدعي مؤيدو نظرية التخصص هذه أن «المناطق الصناعية» أو مجموعات الشركات المتكاملة التي تطورت في أماكن مثل سيليكون فالي وجوتلاند وسمولاند وعدة أجزاء من إيطاليا دليلٌ عليها.

### الشومبيترية الحديثة
تعتمد المقاربة الشومبيترية الحديثة لما بعد الفوردية على نظرية موجات كوندراتيف (المعروفة أيضًا باسم الموجات الطويلة). تقول النظرية إن «النموذج التكنولوجي-الاقتصادي» (بيريز) يميز كل الموجات الطويلة. كانت الفوردية هي النموذج التقني والاقتصادي لموجة كوندراتييف الرابعة، وبالتالي فإن ما بعد الفوردية هي النموذج التقني والاقتصادي للموجة الخامسة التي تهيمن عليها تكنولوجيا المعلومات والاتصالات.
من أبرز المفكرين الشومبيتريين الحديثين نجد كارلوتا بيريز وكريستوفر فريمان، إضافة إلى مايكل ستوربر وريتشارد ووكر.

## أمثلة

### إيطاليا
نجد أحد الأمثلة الرئيسية للإنتاج المتخصص ما بعد الفوردي في منطقة تعرف باسم إيطاليا الثالثة. تضمنت إيطاليا الأولى مناطق الإنتاج الشامل على نطاق واسع، مثل تورينو وميلانو وجنوا، ووُصف الجنوب الإيطالي غير المتطور بإيطاليا الثانية، أما إيطاليا الثالثة فهي حيث تطورت مجموعات من الشركات الصغيرة وورشات العمل في السبعينيات والثمانينيات في المناطق الوسطى والشمالية الشرقية من البلاد. شملت مناطق إيطاليا الثالثة توسكانا وأومبريا وماركي وإميليا رومانيا وفينيتو وفريولي وترينتينو ألتو أديجي أو سودتيرول. تخصصت كل منطقة في مجموعة من المنتجات وكان يعمل في كل ورشة من خمسة إلى خمسين عاملاً وفي أغلب الأحيان كان العدد أقل من عشرة عمال. عكست مجموعة المنتجات في كل منطقة التحول ما بعد الفوردي إلى وفورات النطاق. إضافة إلى ذلك، اشتهرت ورشات العمل هذه بإنتاج منتجات عالية الجودة وتوظيف عمال أصحاب مهارات مرتفعة وأجور جيدة. كانت ورشات العمل موجهة نحو التصميم وكانت متعددة التخصصات وتشمل التعاون بين رجال الأعمال والمصممين والمهندسين والعمال.

### اليابان
كانت هناك عدة تغييرات في الإنتاج بعد الحرب العالمية الثانية في اليابان تسببت في تطور ظروف ما بعد الفوردية. أولًا، كانت هناك تغييرات في هيكلية الشركات، بما في ذلك استبدال النقابات العمالية المستقلة بنقابات مؤيدة للإدارات، يكون مقرها الشركة وتطوير نواة من العمال الدائمين ذوي المهارات المتعددة من الذكور وتطوير محيط من الموظفين المؤقتين وغير المتدربين، ومعظمهم من الإناث. ثانيًا، بعد الحرب العالمية الثانية، كانت اليابان معزولة إلى حد ما بسبب قيود الاستيراد وقيود الاستثمار الأجنبي، ونتيجة لذلك، بدأت اليابان في إقامة تجارب على تقنيات الإنتاج. ثالثًا، عندما أصبحت التقنيات المستوردة متاحة بشكل أكبر، بدأت اليابان في نسخها وتكرارها واستيعابها وتحسينها عبر العديد من التحسينات التي تراعي الظروف المحلية. رابعًا، بدأت اليابان في التركيز على الحاجة إلى إنتاج دفعات صغيرة والتحويل السريع لخطوط الإنتاج لخدمة الطلب على مجموعة واسعة من المنتجات في سوق صغير نسبيًا. بسبب التثبيت غير الرسمي للأسعار، لم تكن المنافسة قائمة على السعر بل على تمايز المنتجات، ونتيجة لذلك، أصبح الإنتاج أقل توحيدًا وأكثر تخصصًا. خامساً، بدأت اليابان في بناء شبكات إمداد وتعاقد من الباطن على المدى الطويل، وهو ما يتناقض مع الشركات الأمريكية الفوردية المتكاملة عاموديًا. سادسًا، لأن الشركات المصنعة الصغيرة ومتوسطة الحجم أنتجت مجموعة واسعة من المنتجات، كانت هناك حاجة إلى معدات متعددة الأغراض تكون متوفرة بأسعار معقولة مقارنةً بآلات الإنتاج المتخصصة والمكلفة في الصناعات الفوردية المنتشرة في الولايات المتحدة. كانت تكنولوجيا الإنتاج المرن مهمة في اليابان وضرورية بشكل خاص لصغار المنتجين، كما وجد المنتجون الأصغر حجمًا ضرورة لخفض تكاليفهم. نتيجة لذلك، أصبحت اليابان أحد المستخدمين الرئيسيين للروبوتات والتحكم الرقمي باستخدام الحواسيب. بمرور الوقت، أضفي الطابع المؤسساتي على هذه التغييرات الستة في الإنتاج في اليابان.